# Jean-Luc Baker
Jean-Luc Baker (ur. 7 października 1993 w Burnley) – amerykański łyżwiarz figurowy pochodzenia brytyjskiego, startujący w parach tanecznych z Kaitlin Hawayek. Uczestnik igrzysk olimpijskich (2022), mistrz czterech kontynentów (2018), mistrz świata juniorów (2014), medalista finału Junior Grand Prix, medalista zawodów z cyklu Grand Prix i Challenger Series, mistrz Stanów Zjednoczonych juniorów (2014) oraz medalista mistrzostw Stanów Zjednoczonych seniorów.

## Życie prywatne
Jean-Luc Baker urodził się w Burnley w Anglii. Jest synem brytyjskich łyżwiarzy figurowych: Sharon Jones występującej w konkurencji par tanecznych na igrzyskach olimpijskich 1988 w Calgary, oraz Stephena Bakera występującego w parach sportowych na mistrzostwach świata juniorów 1976.
Urodził się ze stopą końsko-szpotawą przez co będąc niemowlakiem musiał nosić specjalne buty korygujące wadę.

## Osiągnięcia

### Z Kaitlin Hawayek

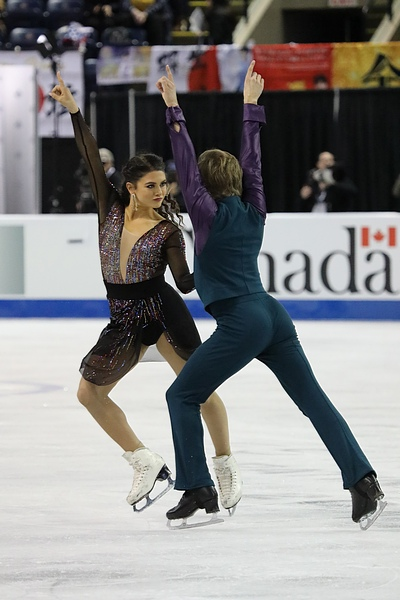
Taniec rytmiczny na Skate Canada International 2019

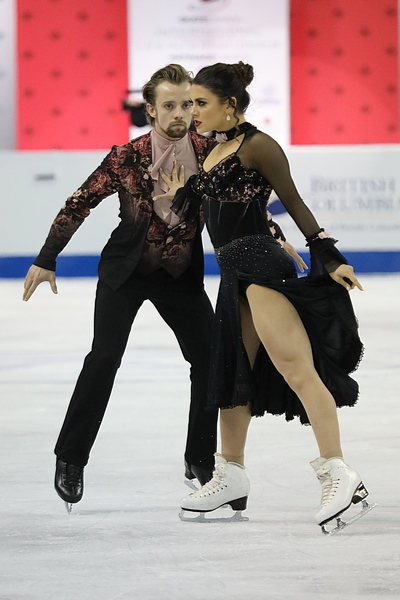
Taniec dowolny na Skate Canada International 2019

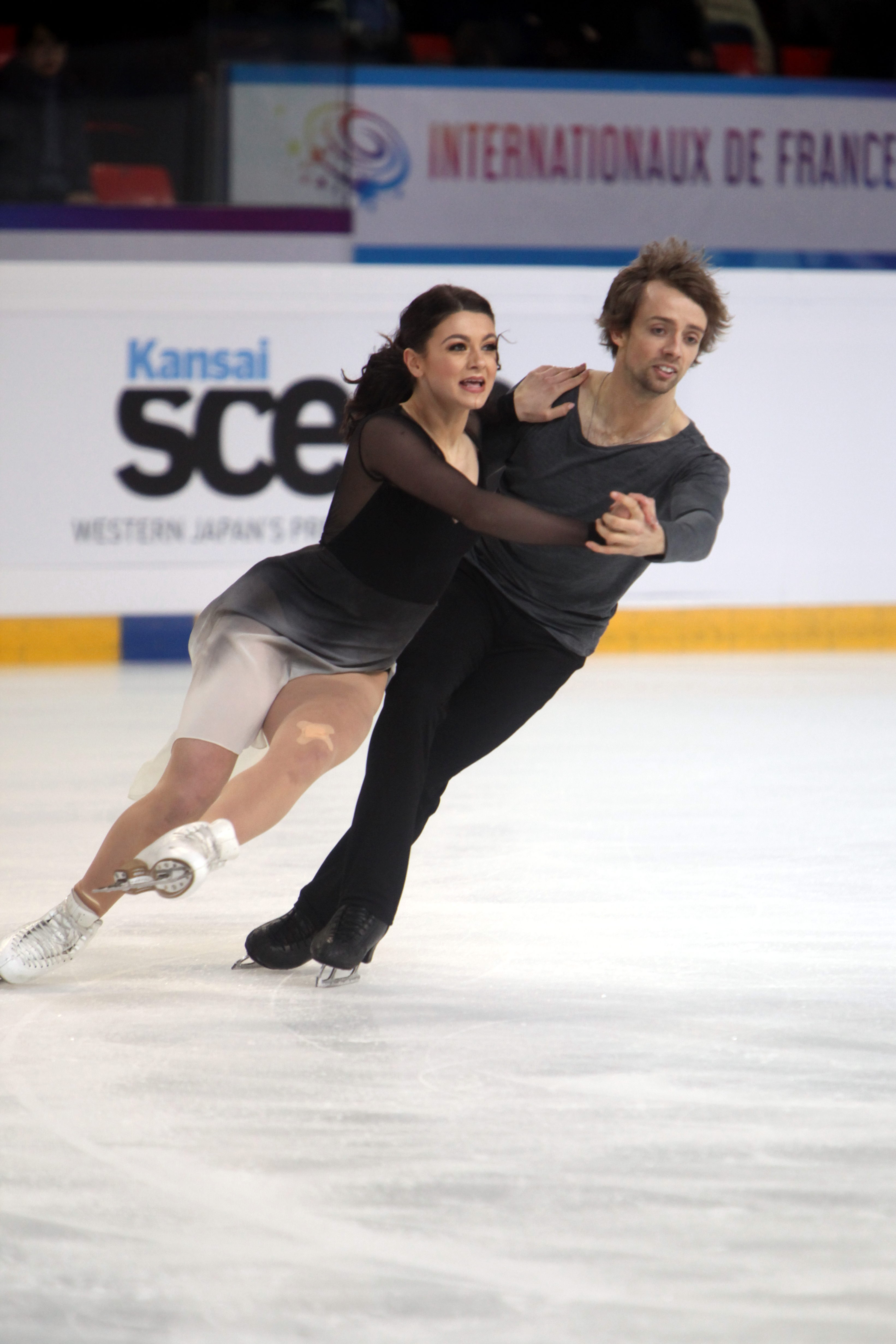
Taniec dowolny na Internationaux de France 2018

| Zawody                                | 12–13          | 13–14          | 14–15          | 15–16          | 16–17          | 17–18          | 18–19          | 19–20          | 20–21          | 21–22          | 22–23          |                |                |                |                |                |                |
| Międzynarodowe                        | Międzynarodowe | Międzynarodowe | Międzynarodowe | Międzynarodowe | Międzynarodowe | Międzynarodowe | Międzynarodowe | Międzynarodowe | Międzynarodowe | Międzynarodowe | Międzynarodowe | Międzynarodowe | Międzynarodowe | Międzynarodowe | Międzynarodowe | Międzynarodowe | Międzynarodowe |
| ------------------------------------- | -------------- | -------------- | -------------- | -------------- | -------------- | -------------- | -------------- | -------------- | -------------- | -------------- | -------------- | -------------- | -------------- | -------------- | -------------- | -------------- | -------------- |
| Zimowe igrzyska olimpijskie           |                |                |                |                |                |                |                |                |                | 11             |                |                |                |                |                |                |                |
| Mistrzostwa świata                    |                |                |                |                |                | 10             | 9              | C              | 9              | 8              |                |                |                |                |                |                |                |
| Mistrzostwa czterech kontynentów      |                |                | 5              |                |                | 1              | 5              | 6              | C              |                |                |                |                |                |                |                |                |
| GP Finał Grand Prix                   |                |                |                |                |                |                | 6              |                |                |                | 5              |                |                |                |                |                |                |
| GP Cup of China                       |                |                |                | WD             |                |                |                | 5              |                |                |                |                |                |                |                |                |                |
| GP Grand Prix Espoo                   |                |                |                |                |                |                |                |                |                |                | 2              |                |                |                |                |                |                |
| GP NHK Trophy                         |                |                | 3              |                | 4              |                | 1              |                | WD             | WD             |                |                |                |                |                |                |                |
| GP Rostelecom Cup                     |                |                | 6              |                |                |                |                |                |                | 5              |                |                |                |                |                |                |                |
| GP Skate America                      |                |                |                | 4              |                | 5              |                |                | 2              |                | 2              |                |                |                |                |                |                |
| GP Skate Canada International         |                |                |                |                | 6              | 4              |                | 4              |                |                |                |                |                |                |                |                |                |
| GP Internationaux de France           |                |                |                |                |                |                | 4              |                |                |                |                |                |                |                |                |                |                |
| CS Autumn Classic International       |                |                |                |                | 2              |                |                |                |                |                |                |                |                |                |                |                |                |
| CS Finlandia Trophy                   |                |                |                | 4              |                |                | WD             |                |                |                | 2              |                |                |                |                |                |                |
| CS Golden Spin Zagrzeb                |                |                |                | 2              | 2              | 3              |                |                |                | 1              |                |                |                |                |                |                |                |
| CS Nebelhorn Trophy                   |                |                | 4              |                |                |                |                | 2              |                |                |                |                |                |                |                |                |                |
| CS U.S. International Classic         |                |                |                |                |                | 2              |                |                |                |                |                |                |                |                |                |                |                |
| Międzynarodowe: Kategorie młodzieżowe |                |                |                |                |                |                |                |                |                |                |                |                |                |                |                |                |                |
| Mistrzostwa świata juniorów           | 7              | 1              |                |                |                |                |                |                |                |                |                |                |                |                |                |                |                |
| JGP Finał                             |                | 2              |                |                |                |                |                |                |                |                |                |                |                |                |                |                |                |
| JGP w Meksyku                         |                | 1              |                |                |                |                |                |                |                |                |                |                |                |                |                |                |                |
| JGP w Niemczech                       | 2              |                |                |                |                |                |                |                |                |                |                |                |                |                |                |                |                |
| JGP w Polsce                          |                | 1              |                |                |                |                |                |                |                |                |                |                |                |                |                |                |                |
| JGP w Turcji                          | 5              |                |                |                |                |                |                |                |                |                |                |                |                |                |                |                |                |
| Krajowe                               |                |                |                |                |                |                |                |                |                |                |                |                |                |                |                |                |                |
| Mistrzostwa Stanów Zjednoczonych      | 2 J            | 1 J            | 4              | 5              | 5              | 4              | 3              | 3              | 3              | 3              |                |                |                |                |                |                |                |
| Zawody drużynowe                      |                |                |                |                |                |                |                |                |                |                |                |                |                |                |                |                |                |
| World Team Trophy                     |                |                |                |                |                |                |                |                | 2 T 3 P        |                |                |                |                |                |                |                |                |

### Z Joylyn Yang
| Zawody                                    | 06–07                                 | 07–08                                 | 08–09                                 | 09–10                                 | 10–11                                 |                                       |                                       |                                       |                                       |                                       |                                       |                                       |                                       |                                       |                                       |                                       |                                       |                                       |
| Międzynarodowe: Kategorie młodzieżowe     | Międzynarodowe: Kategorie młodzieżowe | Międzynarodowe: Kategorie młodzieżowe | Międzynarodowe: Kategorie młodzieżowe | Międzynarodowe: Kategorie młodzieżowe | Międzynarodowe: Kategorie młodzieżowe | Międzynarodowe: Kategorie młodzieżowe | Międzynarodowe: Kategorie młodzieżowe | Międzynarodowe: Kategorie młodzieżowe | Międzynarodowe: Kategorie młodzieżowe | Międzynarodowe: Kategorie młodzieżowe | Międzynarodowe: Kategorie młodzieżowe | Międzynarodowe: Kategorie młodzieżowe | Międzynarodowe: Kategorie młodzieżowe | Międzynarodowe: Kategorie młodzieżowe | Międzynarodowe: Kategorie młodzieżowe | Międzynarodowe: Kategorie młodzieżowe | Międzynarodowe: Kategorie młodzieżowe | Międzynarodowe: Kategorie młodzieżowe |
| ----------------------------------------- | ------------------------------------- | ------------------------------------- | ------------------------------------- | ------------------------------------- | ------------------------------------- | ------------------------------------- | ------------------------------------- | ------------------------------------- | ------------------------------------- | ------------------------------------- | ------------------------------------- | ------------------------------------- | ------------------------------------- | ------------------------------------- | ------------------------------------- | ------------------------------------- | ------------------------------------- | ------------------------------------- |
| JGP w Czechach                            |                                       |                                       |                                       |                                       | 10                                    |                                       |                                       |                                       |                                       |                                       |                                       |                                       |                                       |                                       |                                       |                                       |                                       |                                       |
| JGP w Japonii                             |                                       |                                       |                                       |                                       | 7                                     |                                       |                                       |                                       |                                       |                                       |                                       |                                       |                                       |                                       |                                       |                                       |                                       |                                       |
| Krajowe                                   |                                       |                                       |                                       |                                       |                                       |                                       |                                       |                                       |                                       |                                       |                                       |                                       |                                       |                                       |                                       |                                       |                                       |                                       |
| Mistrzostwa Stanów Zjednoczonych          |                                       |                                       | 7 N                                   | 3 N                                   | 6 J                                   |                                       |                                       |                                       |                                       |                                       |                                       |                                       |                                       |                                       |                                       |                                       |                                       |                                       |
| Mistrzostwa Stanów Zjednoczonych juniorów | 1 V                                   | 1 I                                   |                                       |                                       |                                       |                                       |                                       |                                       |                                       |                                       |                                       |                                       |                                       |                                       |                                       |                                       |                                       |                                       |

## Programy
Kaitlyn Hawayek / Jean-Luc Baker
| Sezon   | Taniec rytmiczny (RD) | Taniec dowolny (FD) |
| ------- | --- | --- |
| 2022–23 | - Samba: Cuban Pete – Desi Arnaz Orchestra, oryg. Joseph Norman - Rumba: Perhaps, Perhaps, Perhaps (Quizás, Quizás, Quizás) – Desi Arnaz Orchestra, oryg. Osvaldo Farrés, Joe Davis - Samba: El Cumbanchero – Desi Arnaz Orchestra, Xavier Cugat, oryg. Rafael Hernández Marín choreografia: Marie-France Dubreuil, Massimo Scali, Kaitlin Hawayek, Jean-Luc Baker | - Requiem – Askjell - Sofia – Askjell, Aurora, Iris choreografia: Marie-France Dubreuil, Massimo Scali, Kaitlin Hawayek, Jean-Luc Baker                                                             |
| 2021–22 | - Blues: Love to Love You Baby (Giorgio Moroder Remix) - Disco: Bad Girls (Giorgio Moroder Remix) – Donna Summer choreografia: Romain Haguenauer, Marie-France Dubreuil, Samuel Chouinard, Gigi Cournoyer, Kaitlin Hawayekm Jean-Luc Baker | - Fryderyk Chopin medley: - 4. Preludium op. 28 - Nokturn E minor, Op. 72 choreografia: Romain Haguenauer, Marie-France Dubreuil, Samuel Chouinard, Gigi Cournoyer, Kaitlin Hawayekm Jean-Luc Baker |
| 2020–21 | - Saturday Night Fever medley – Bee Gees: - Disco: Staying Alive - Quickstep: Night Fever - Swing: Boogie Shoes - Disco: You Should Be Dancing | - Heart of Glass (Crabtree Remix) – Philip Glass, Blondie - First Movement – Philip Glass |
| 2019–20 | - Saturday Night Fever medley – Bee Gees: - Disco: Staying Alive - Quickstep: Night Fever - Fokstrot: How Deep Is Your Love - Disco: You Should Be Dancing | - Symphony No. 5 – Marcin Patrzałek, oryg. Ludwig van Beethoven - Caprice No. 24 – Marcin Patrzałek, oryg. Niccolò Paganini                                                                         |